# Liste von Persönlichkeiten der Stadt Cottbus
Diese Liste enthält in Cottbus geborene Persönlichkeiten sowie solche, die in Cottbus ihren Wirkungskreis hatten bzw. haben, ohne dort geboren zu sein. Beide Abschnitte sind jeweils chronologisch nach dem Geburtsjahr sortiert. Die Liste erhebt keinen Anspruch auf Vollständigkeit.

## In Cottbus geborene Persönlichkeiten

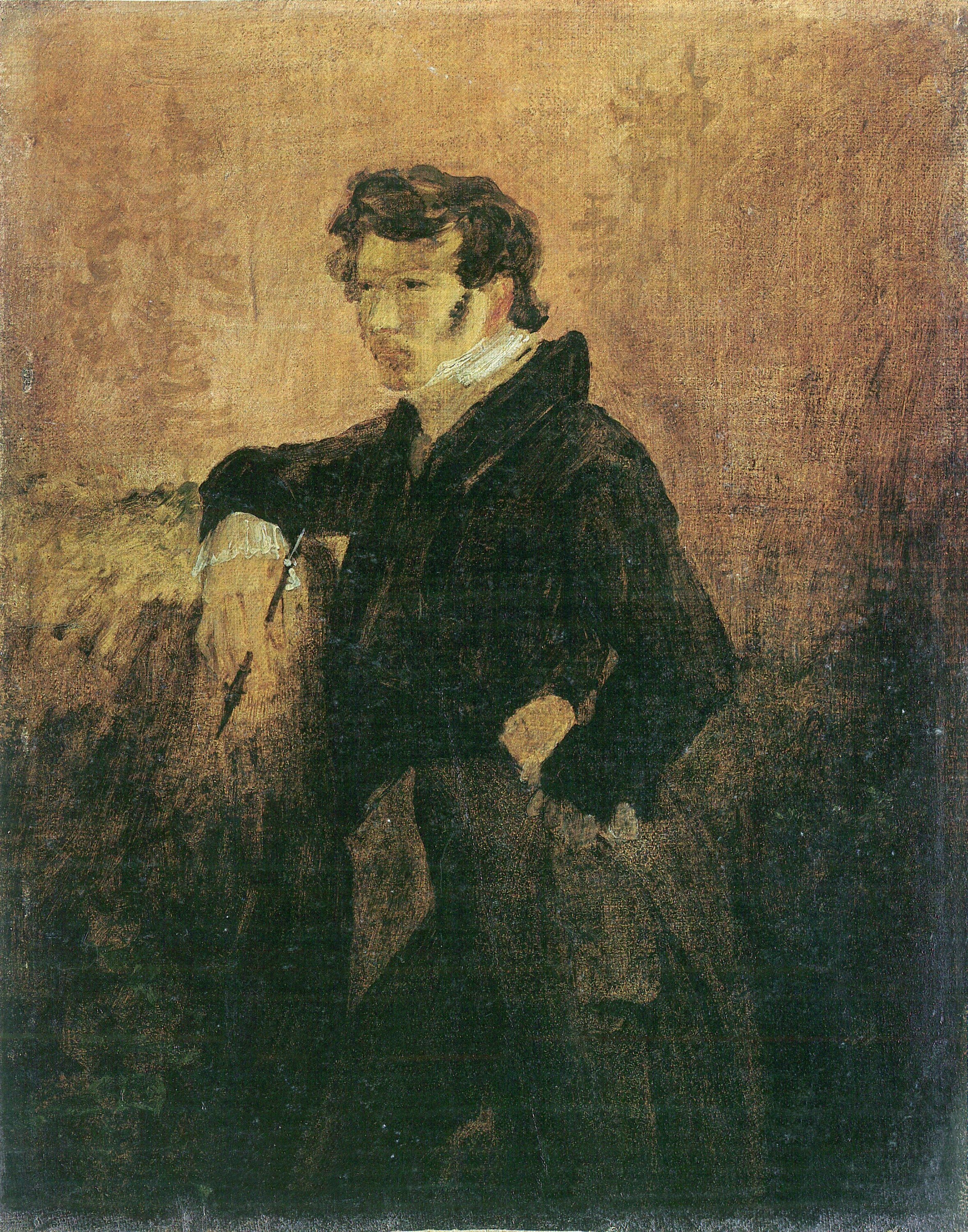
Carl Blechen

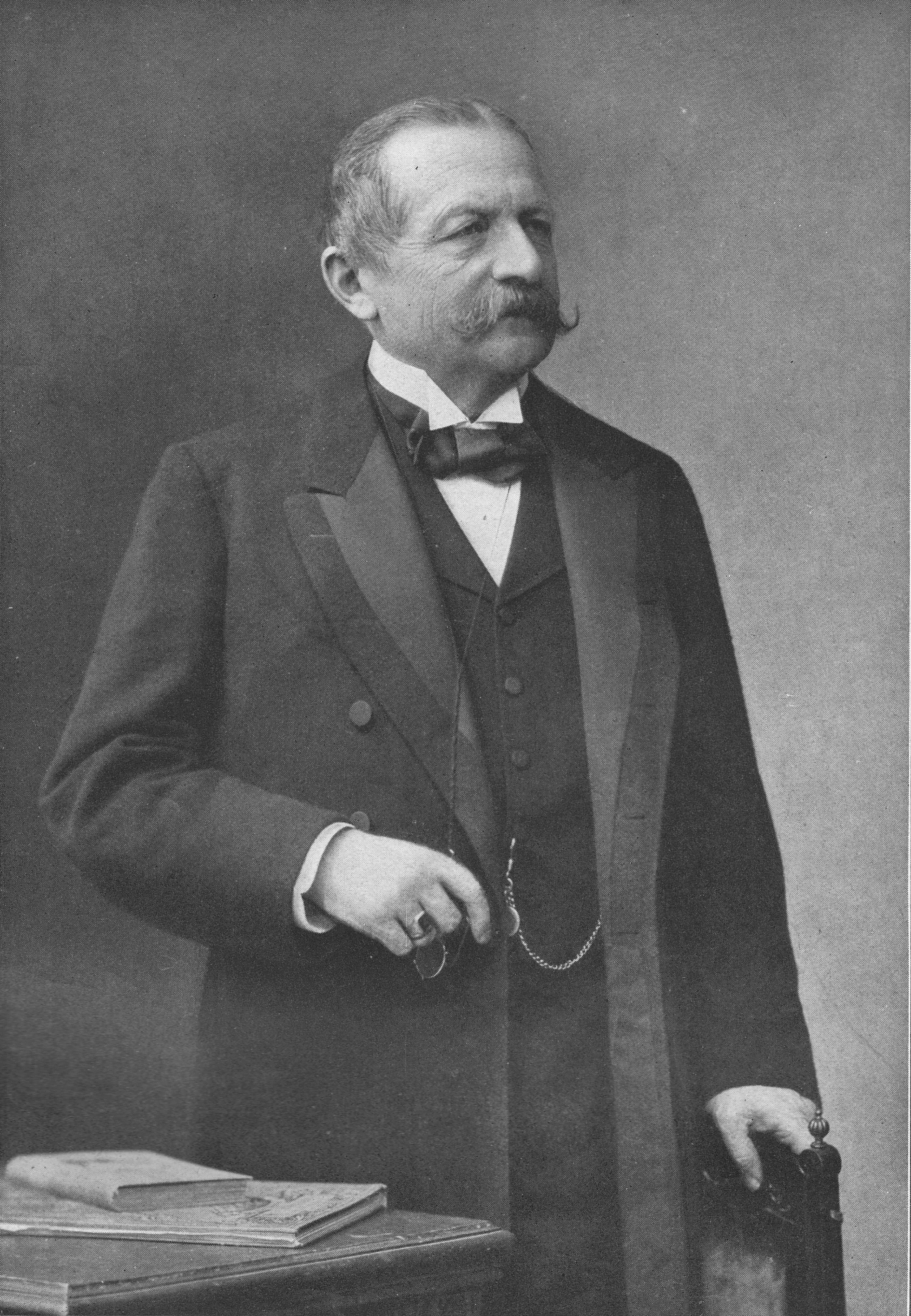
Richard von Koch

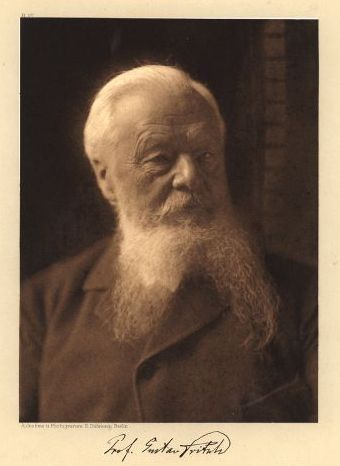
Gustav Theodor Fritsch

Theodor Kotzur

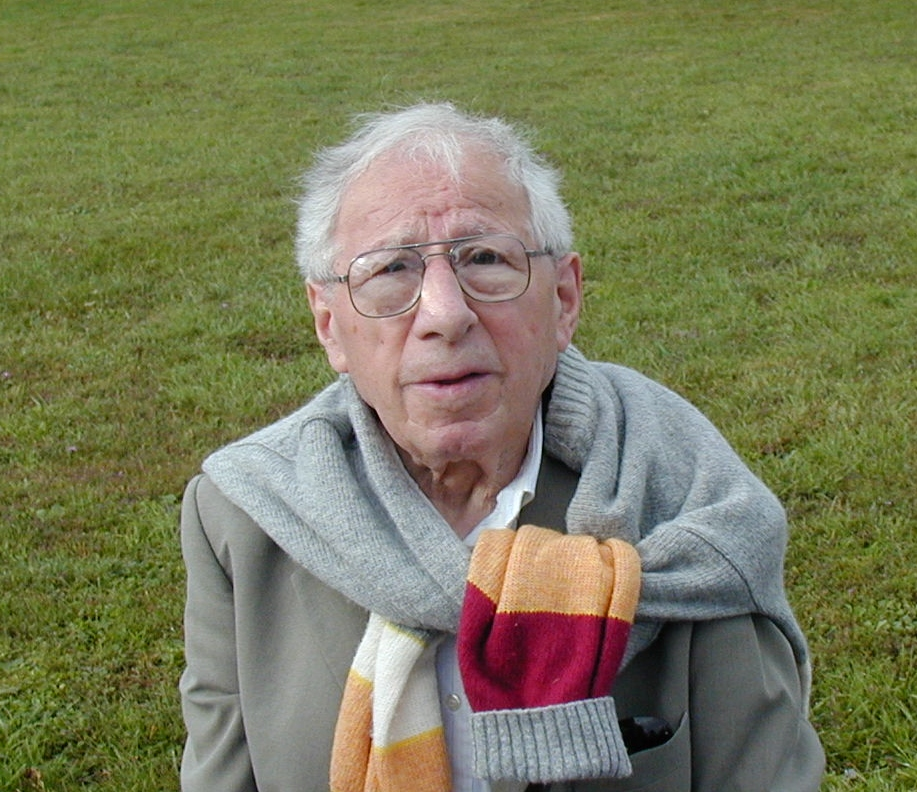
Adolphe Low

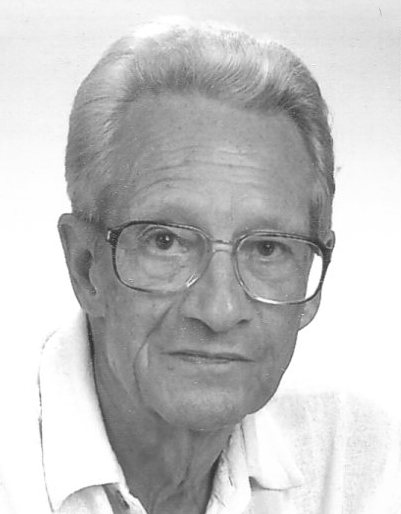
Helmut Preißler

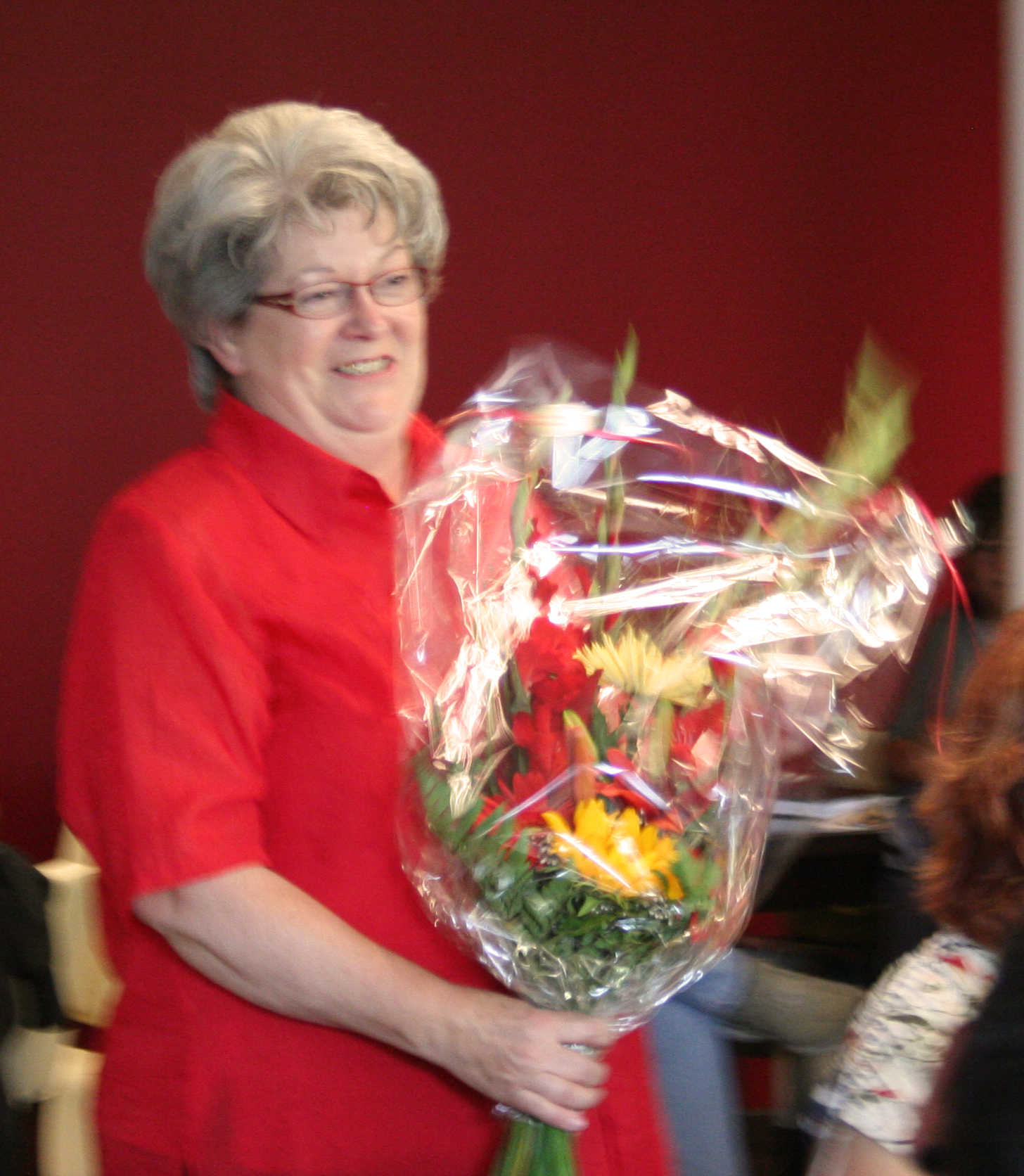
Edith Franke

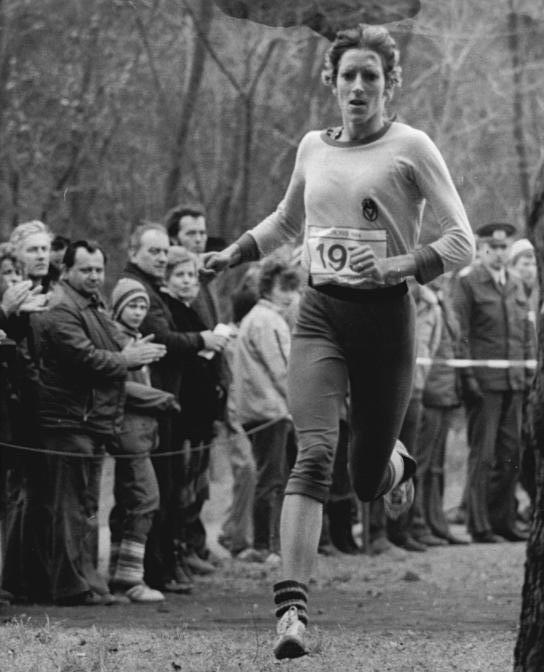
Ulrike Bruns

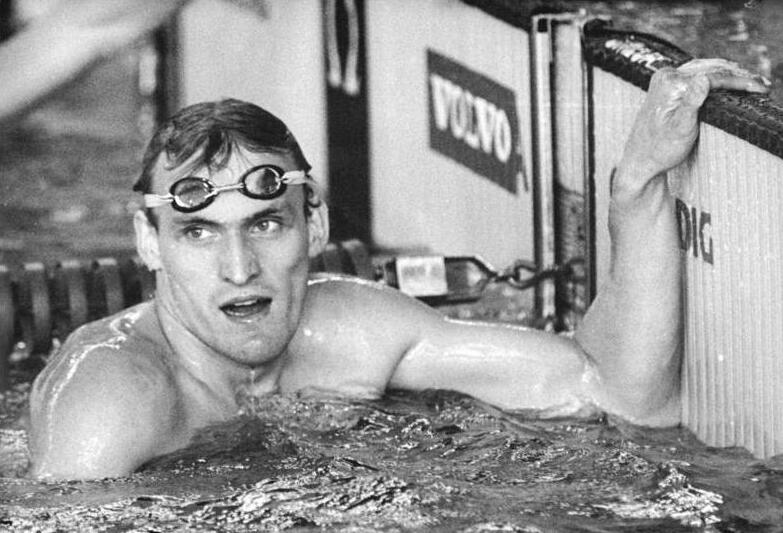
Dirk Richter

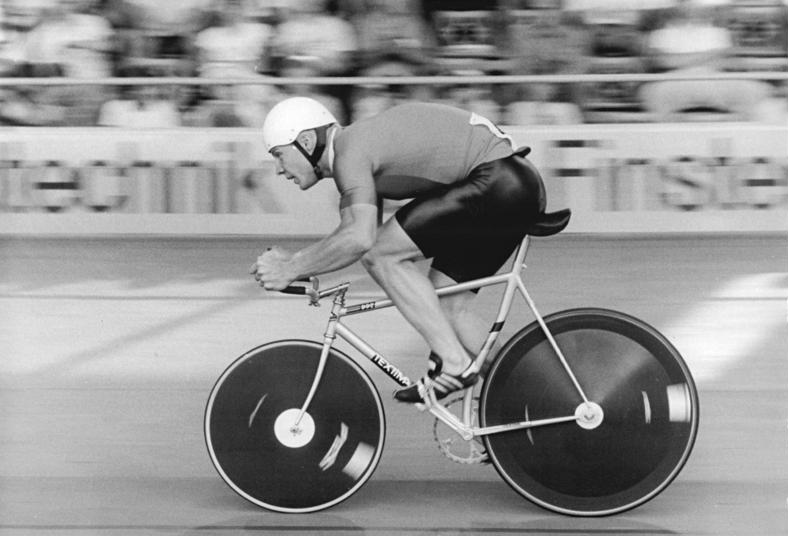
Jens Glücklich

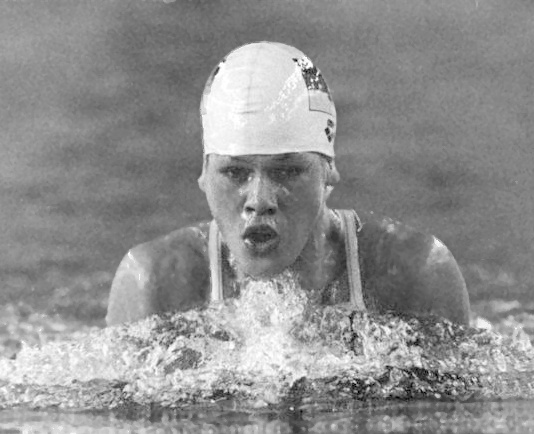
Sylvia Gerasch

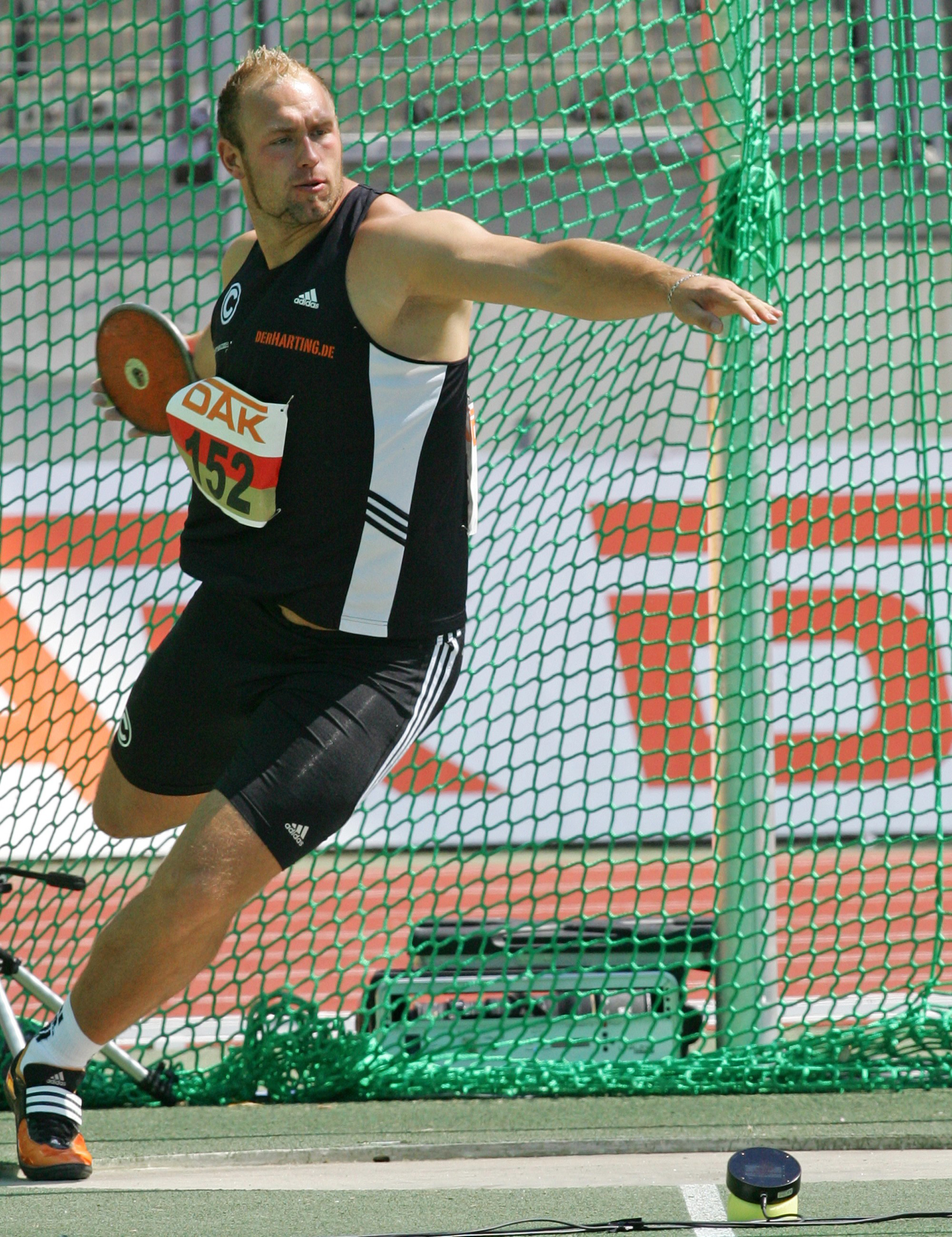
Robert Harting

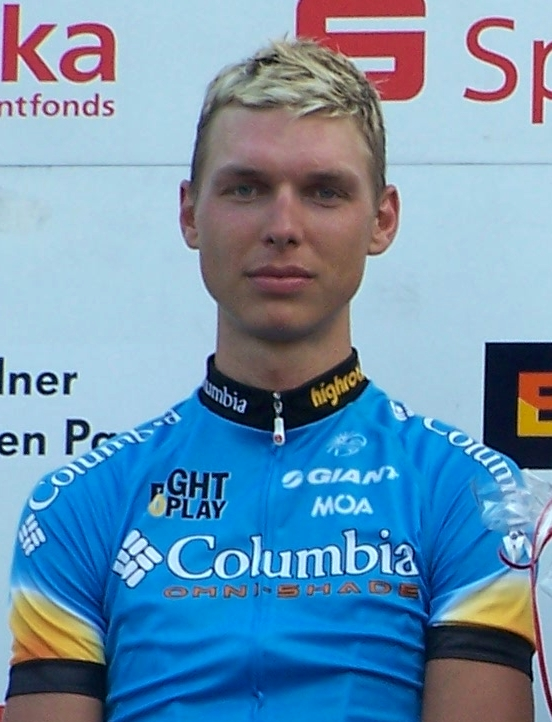
Tony Martin

### Bis 1800
- Johann Briesmann (Jan Brězan, 1488–1549), sorbischer evangelischer Theologe und Reformator
- Johann Mantel II. (um 1495 – um 1542), lutherischer Theologe
- Petrus Praetorius (Peter Richter, 1528?–1588), deutscher evangelischer Theologe und Schriftsteller
- Jakob Janus (1530–1583), sorbischer lutherischer Theologe
- Michael Scharbe (1650–1723), Maler
- Johann Gottfried Ohnefalsch Richter (1703–1765), evangelischer Pfarrer, schrieb erste Cottbuser Geschichte
- Friedrich Wilhelm Hoeder (1713 – um 1768), Maler und Radierer
- Jakob Immanuel Pyra (1715–1744), Dichter
- Hans Heinrich Adam von Schütz (1715–1745), Oberstleutnant
- Friedrich Anton Ulrich Carl Leopold von Kleist (1765–1833), Generalmajor
- Johann Carl Ludwig Schmid (1780–1849), Architekt und Baubeamter
- Friedrich August Pischon (1785–1857), Historiker, Prediger, Publizist und evangelischer Theologe
- Friedrich Wilhelmi, eigentlich Friedrich Wilhelm von Pannwitz (1788–1852), Burgschauspieler in Wien
- Heinrich Bolzenthal (1796–1870), Numismatiker
- Carl Blechen (1798–1840), Landschaftsmaler

### 1801 bis 1900
- Heinrich Vester (1806–1891), Maler
- Ferdinand von Mertens (1808–1896), preußischer Generalleutnant
- Bertha Wehnert-Beckmann (1815–1901), Fotografin
- Gustav Feckert (1820–1899), Maler und Lithograph
- Auguste Löber (geb. Feige) (1824–1897), Stifterin des Auguste-Stifts
- Wilhelm Riedel (1829–1916), Fabrikant und Gründer mehrerer wohltätiger Einrichtungen
- Richard von Koch (1834–1910), Jurist, Richter und Präsident der Reichsbank
- Hermann August Krüger (1834–1908), Maler der Düsseldorfer Schule
- Amalie Marby (1834–1915), Schriftstellerin
- Gotthold Kreyenberg (1837–1898), Pädagoge und Schulleiter
- Gustav Theodor Fritsch (1838–1927), Anatom, Anthropologe und Physiologe
- Hugo Ruff (1843–1924), Heimatforscher
- Otto Hugo Paul Grottkau (1846–1898), Sozialist und Gewerkschafter und amerikanischer Journalist
- Paul Eduard Crodel (1862–1928), Landschaftsmaler
- Richard Hoffmann (1863–1939), Mediziner, königlich-sächsischer Professor
- Hermann Bachmann (1864–1937), Opernsänger und -regisseur und Gesangspädagoge
- Adolf Aisch (1867–1954), evangelischer Pfarrer und heimatkundlicher Schriftsteller
- Franz Hirschfeld (1868–1924), Lyriker und Dramatiker – Hirschfeld schrieb auch unter dem Pseudonym Franz Röhr
- Julius Freund (1869–1941), Unternehmer und Kunstsammler
- Hugo Dingeldey (1875–1954), Pädagoge und Gymnasiallehrer
- Alfred Vogel (1875–1938), Direktor beim Rechnungshof des Deutschen Reiches
- Hermann Elias (1876–1955), Meteorologe und Aeronaut
- Ernst Krause (1876–1963), preußischer Verwaltungsbeamter, Bürgermeister und Regierungsrat
- Otto Schliack (1880–1960), Turnfunktionär, Gymnasialprofessor und Lehrbuchautor
- Ehrhardt Post (1881–1947), Schachmeister und -funktionär
- Theodor Kotzur (1883–1953), Gewerkschafter und Politiker
- Frieda Nugel (1884–1966), Mathematikerin
- Bruno Dickhoff (* 1885; † vor 1968), Politiker und Widerstandskämpfer
- Rudolf Schulz-Schaeffer (1885–1966), Jurist und Hochschullehrer an der Philipps-Universität Marburg
- Reinhold Platz (1886–1966), Flugzeugkonstrukteur
- Friedrich Schönemann (1886–1956), Literaturwissenschaftler und Amerikanist
- Hermann Hammerschmidt (1887–1944), Rechtsanwalt und Notar
- Albert Förster (1888–1958), Arbeiterführer und Widerstandskämpfer
- Willi Budich (1890–1938), Politiker
- Clemens Sommer (1891–1962), deutsch-US-amerikanischer Kunsthistoriker und Hochschullehrer
- Max Döring (1893–1974), Politiker und Widerstandskämpfer, Oberbürgermeister von Cottbus (1945–1946) und Ehrenbürger der Stadt
- Oskar Lecher (1893–1947), Chemiker
- Bruno von Freyberg (1894–1981), Geologe, Paläontologe, Wissenschaftshistoriker und Hochschullehrer
- Ernst Erich Buder (1896–1962), Komponist
- Ruth Cyron-Noél (1899–?), Schriftstellerin
- Joachim Hossenfelder (1899–1976), evangelischer Theologe und Geistlicher
- Arno Schirokauer (1899–1954), Schriftsteller und Germanist

### 1901 bis 1925
- Günther Birkenfeld (1901–1966), Schriftsteller
- Karl Theobald Gauweiler (1909–1942), Politiker (NSDAP)
- Hans Höffner (1901–1987), General
- Karl-Albrecht Tiemann (1902–1955), Philologe, Geheimdienst-Mitarbeiter und Opfer der DDR-Justiz
- Gerhard Holz (1903–1988), Politiker
- Otto Pecher (1903–1996), Richter am Bundesarbeitsgericht
- Gerhard Just (1904–1977), Schauspieler und Synchronsprecher
- Willy Jannasch (1905–1938), Widerstandskämpfer
- Siegfried Schwela (1905–1942), SS-Hauptsturmführer und Standortarzt im KZ Auschwitz
- Erich Petraschk (1906–1981), Schauspieler
- Erwin Helmchen (1907–1981), Fußballspieler
- Karl Jordan (1907–1984), Historiker und Mediävist
- Harry Braun (1908–1979), Dermatologe
- Rolf Keilbach (1908–2001), Entomologe und Zoologe
- Paul Winzer (1908–nach 1948), Leiter des Konzentrationslagers Miranda de Ebro
- Carlheinz Walter (1913–?), Schriftsteller
- Hildegard Schroeder (1914–1978), Slawistin
- Adolphe Low (1915–2012), Mitglied der französischen Befreiungsbewegung Résistance
- Walter Brandin (1920–1995), Liedtexter, Drehbuchautor und Übersetzer
- Helmut Hammerschmidt (1920–1998), Journalist, Intendant des SWF sowie Vorsitzender der ARD
- Günter Fuhlisch (1921–2013), Bandleader und Posaunist
- Gert Kalow (1921–1991), Schriftsteller und Publizist
- Hermann Strich (1921–2014), Jurist und Verwaltungsbeamter
- Hans Jähde (1922–1983), Politiker
- Lilo Netz-Paulik (1922–2007), Bildhauerin
- Gerd Wiegand (1922–1994), Architekt
- Klaus Becker (1923–1971), Kabarettist und Schauspieler
- Siegfried Lorisch (1923–1992), Schauspieler
- Hans Schadewaldt (1923–2009), Medizinhistoriker
- Joachim-Friedrich Schulze (1924–2010), Klassischer Philologe
- Wolfgang Hammerschmidt (1925–1999), Dramaturg
- Helmut Preißler (1925–2010), Lyriker, Schriftsteller und Nachdichter

### 1926 bis 1950
- Oskar Klose (1926–1976), Sportreporter
- Heinz Florian Oertel (1927–2023), Reporter, Moderator und Schauspieler
- Michaela Andörfer (1928–2014), Ordensfrau, Generaloberin der Hedwigschwestern
- Günter Geißler (1929–2006), Schlagersänger
- Manfred Jordan (1929–1996), Schriftsteller und Drehbuchautor
- Knut Müller (1929–2016), Jurist, Polizeipräsident von Frankfurt am Main und Regierungspräsident
- Waltraud Wietbrock (1929–1997), Politikerin
- Hans-Joachim Dattelbaum (* 1930), Politiker
- Annemarie Hummel (* um 1930), Schauspielerin
- Dieter Perlwitz (1930–2019), Schauspieler und Regisseur
- Wolfgang Villwock (1930–2014), Zoologe
- Christa Zellmer (1930–2002), Politikerin
- Richard Johannes Meiser (1931–1995), Medizinprofessor und Universitätspräsident
- Wolfgang Pasquay (1931–2006), Pianist, Komponist und Musikpädagoge
- Heinrich-Otto von Hagen (1933–2025), Zoologe und Hochschullehrer
- Günter Jacobi (1935–2013), Grafiker und Buchgestalter
- Katharina Bormann (1937–2010), Musikpädagogin, Politikerin (CDU)
- Werner Bramke (1938–2011), Politiker
- Ulrich Rößler (* 1939), Festkörperphysiker
- Michael Geyer (1940–2003), Journalist, Chefredakteur bei Radio Bremen, Moderator
- Klaus-Jürgen Jacob (1940–2013), Biologe und Direktor des Tierparks Cottbus
- Klaus Peter (* 1940), Hammerwerfer
- Winfried Thiel (* 1940), evangelischer Theologe
- Heide-Linde Mehlitz (1941–1988), Funktionärin der FDJ und des DFD
- Hartmut Bietz (1942–2020), Komponist
- Christian Bode (* 1942), Wissenschaftsmanager und Generalsekretär des DAAD in Bonn
- Edith Franke (1942–2024), Politikerin
- Gerda Kupferschmied (* 1942), Hochspringerin
- Uta Levka (* 1942), Schauspielerin
- Tilman Nagel (* 1942), Orientalist und Islamwissenschaftler
- Manfred Duchrow (1943–2021), Fußballspieler
- Jürgen Gosch (1943–2009), Theaterregisseur
- Barbara Blüher (1943–2012), Gebrauchsgrafikerin und Grafikerin
- Jochen Zoerner-Erb (* 1943), Dramaturg, Schauspieler und Theaterregisseur
- Fred Berndt (1944–2020), Regisseur, Bühnenbildner und Ausstellungsgestalter
- Peter Butschkow (* 1944), Cartoonist
- Hans-Otto Georgii (1944–2017), Mathematiker
- Barbara Hoene (1944–2025), Opernsängerin (Sopran)
- Uwe Kockisch (* 1944), Schauspieler
- Peter Milling (* 1944), Akademiker
- Viktoria Schmidt-Linsenhoff (1944–2013), Kunsthistorikerin und Hochschullehrerin
- Georg Michael Welzel (1944–1974), DDR-Flüchtling
- Volker Ziegenhagen (* 1944), Fußballtorhüter
- Thomas Apelt (* 1947), Verwaltungsjurist und Rechtsanwalt
- Barbara Kühnert (* 1947), Althistorikerin
- Wolfgang Lehmann (1948–1996), Fußballspieler
- Elvira Schuster (* 1948), Schauspielerin, Synchron- und Hörspielsprecherin
- Bernd Kluge (* 1949), Numismatiker
- Mike Schafmeier (1949–2020), Musiker und Schlagzeuger

### 1951 bis 1960
- Angelika Böttiger (* 1951), Schauspielerin
- Charlie Eitner (* 1952), Gitarrist
- Martin Gutzeit (* 1952), Theologe und Politiker
- Klaus-Michael Körner (1952–2022), Politiker
- Ulrike Bruns (* 1953), Leichtathletin
- Klaus Zylla (* 1953), Maler und Graphiker
- Karl-Heinz Jahn (* 1954), Fußballspieler
- Matthias Körner (* 1954), Maler
- Peter Brasch (1955–2001), Schriftsteller
- Detlef Müller (1955–2016), Fußballspieler
- Michael Noack (* 1955), Fußballspieler
- Wolfgang Pietsch (* 1955), Fußballspieler
- Simone Wendler (* 1955), Chemikerin, Journalistin, Chefreporterin
- Ralf Lempke (* 1956), Fußballspieler
- Frank Szymanski (* 1956), Politiker (SPD), Oberbürgermeister
- Karin Roßley (* 1957), Leichtathletin
- Sebastian Baur (* 1957), Musiker
- Rainer Pietsch (* 1957), Fußballspieler
- Rudi Fink (* 1958), Amateurboxer und Boxtrainer
- Marion Bertram (* 1960), Prähistorikerin
- Martina Eitner-Acheampong (* 1960), Schauspielerin
- Petra Nadvornik (* 1960), Opernsängerin
- Klaus Pohle (* 1960), Fußballspieler

### 1961 bis 1970
- Oliver Bukowski (* 1961), Dramatiker und Hörspielautor
- Rüdiger Perka (* 1962), Radrennfahrer
- Dietmar Drabow (* 1963), Fußballspieler
- Petra Kabus (1963–2013), Germanistin, Autorin und Verlagslektorin
- Maik Pohland (* 1963), Fußballspieler
- Gabriele Reinsch (* 1963), Leichtathletin
- Dirk Richter (* 1964), Schwimmer
- Kerstin Förster (* 1965), Ruderin
- Oliver Hohlfeld (* 1965), Autor, Dramaturg und Theaterfotograf
- Jens Melzig (* 1965), Fußballspieler
- Michael Wawrok (* 1965), Fußballspieler
- Ronald Triller (* 1965), Volleyballspieler
- Stefan Fischer (* 1966), Journalist
- Jens Glücklich (* 1966), Radrennfahrer
- Michael Schulze (* 1966), Radrennfahrer
- Thomas Will (* 1966), Radrennfahrer
- Jens Lipsdorf (* 1967), Politiker (FDP), MdL
- Harriet Maria Meining (* 1967), Künstlerin
- Jörg Vogel (* 1967), Mikrobiologie und Hochschullehrer
- Christian Frischke (* 1968), Fußballspieler
- Kerstin Heinze-Grohmann (* 1968), Künstlerin
- Mario Eick (* 1969), Theaterregisseur und -intendant
- Sylvia Gerasch (* 1969), Schwimmerin
- Stefan Litt (* 1969), Historiker und Archivar
- Michael Bresagk (* 1970), Eishockeyspieler
- Rolf Peter Kahl, bekannt als RP Kahl (* 1970), Schauspieler, Filmregisseur und -produzent
- Ulrike Klotz (* 1970), Geräteturnerin
- Torsten Weil (* 1970), Politiker (Die Linke), Staatssekretär

### 1971 bis 1980
- Mirko Borscht (* 1971), Regisseur und Drehbuchautor
- Tom Kühnel (* 1971), Regisseur
- Momo Kohlschmidt (* 1971), Schauspielerin und Sängerin
- Toralf Konetzke (* 1972), Fußballspieler
- Marco Geisler (* 1974), Ruderer
- Ronny Gersch (* 1974), Unternehmer und Fußballfunktionär
- Robert Sommer (* 1974), Kulturwissenschaftler und Historiker
- Thomas Gerber (* 1975), Koch
- Susan Levermann (* 1975), Autorin
- Thomas Neumann (* 1975), Künstler
- Henny Piezonka (* 1976), Archäologin für Prähistorie
- Anke Rähm (* 1976), Schauspielerin
- Matthias Loehr (* 1977), Politiker (Die Linke), MdL
- Andreas Richter (* 1977), Fußballspieler
- Jörg Scherbe (* 1977), Fußballspieler
- Lars Schieske (* 1977), Berufsfeuerwehrmann und Politiker
- Janine Kirstein (* 1978), Biochemikerin und Hochschullehrerin
- Matthias Müller (* 1978), Fußballspieler
- Katja Preuß (* 1978), Schauspielerin und Sprecherin
- Dietmar Wuttke (* 1978), Fußballspieler
- Martin Kaps (1979–2021), Schauspieler
- Marcel Struck (* 1979), Industriedesigner
- Thomas Neubert (* 1980), Fußballspieler

### 1981 bis 1990
- Ellen Haußdörfer (* 1980), Politiker (SPD), Staatssekretärin
- Torsten Mattuschka (* 1980), Fußballspieler
- Thomas Neubert (* 1980), Fußballspieler
- Jörg Wartenberg (* 1981), Eishockeyspieler
- Marcel Heinig (* 1981), Extremsportler
- Robert Juckel (* 1981), Kunstturner
- Trixi Worrack (* 1981), Radrennfahrerin
- Ulrike Müller (* 1981), Theaterregisseurin
- Markus Papiernik (* 1981), Turner und Stuntman
- Janice Behrendt (* 1983), Schönheitskönigin sowie Model
- Daniel Musiol (* 1983), Radrennfahrer
- Robert Harting (* 1984), Diskuswerfer
- Linda Kierstan (* 1984), Journalistin und Fernsehmoderatorin
- Kristina Tschulik (* 1984), Chemieprofessorin
- Franziska Bremer (* 1985), Volleyballspielerin
- Matthias Peßolat (* 1985), Fußballspieler
- Dissziplin (* 1985), Rapper
- Tony Martin (* 1985), Radrennfahrer
- Mathias Belka (* 1986), Radrennfahrer
- Hannes Lindt (* 1986), Handballspieler
- Toni Podpolinski (* 1986), Handballspieler
- Christian Poser (* 1986), Bobfahrer
- Benjamin Starke (* 1986), Schwimmer
- Maja Wallstein (* 1986), Politikerin
- Stephanie Pohl, verh. Gaumnitz (* 1987), Radrennfahrerin
- Tino Meier (* 1987), Radrennfahrer
- Martin Reimer (* 1987), Radrennfahrer
- Florian Prokop (* 1988), Schauspieler
- Charlene Delev (* 1989), Radrennfahrerin
- Andy Hebler (* 1989), Fußballspieler
- Heiko Schwarz (* 1989), Fußballspieler
- Christoph Harting (* 1990), Diskuswerfer
- Jana Majunke (* 1990), Paracyclerin
- Nico Heßlich (* 1990), Radsportler
- Steve Hanusch (* 1990), Eishockeyspieler
- Nele Schenker (* 1990), Moderatorin und Leichtathletin
- Daniela Schultze (* 1990), Ruderin

### 1991 bis 2000
- Anne Wünsche (* 1991), Schauspielerin und Influencerin
- Eric Engler (* 1991), Bahnradsportler
- Franziska Heyder (* 1992), Schauspielerin
- Robert Kanter (* 1992), Radsportler
- Christian Diener (* 1993), Schwimmer
- Ruth-Maria Thomas (* 1993), Schriftstellerin
- Laura Lindner (* 1994), Fußballspielerin
- Willi Willwohl (* 1994), Radrennfahrer
- Christian Koch (* 1996), Radsportler
- Michael Czyborra (* 1997), Fußballspieler
- Anna Dietterle (* 1997), Schwimmerin
- Annika-Marie Fuchs (* 1997), Speerwerferin
- Moritz Meißner (* 1997), Radsportler
- Jonas Zickert (* 1997), Fußballspieler
- Max Kanter (* 1997), Radsportler
- Toni Stahl (* 1999), Fußballspieler
- Anton Höhne (* 2000), Bahnradsportler

### Ab 2001
- Bruno Albrecht (* 2001), Basketballspieler
- Luis Müller (* 2001), Fußballspieler

## Persönlichkeiten, die am Ort gewirkt haben oder wirken

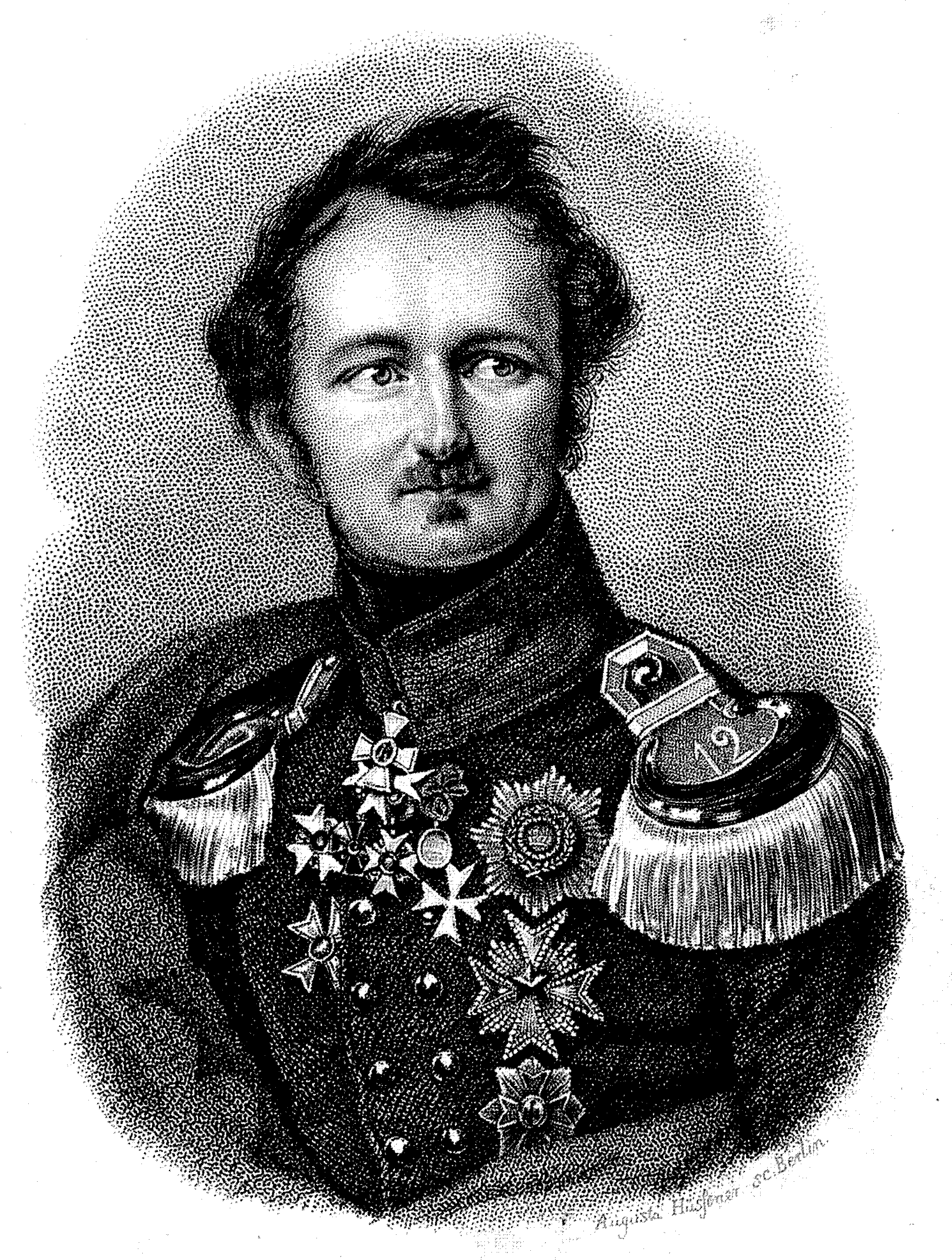
Hermann von Pückler-Muskau

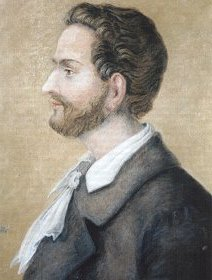
Ludwig Leichhardt

Carl Thiem

- Reinhard von Cottbus, Herr von Cottbus (1431 bis 1445)
- Christian Friedrich Wilkens (1722–1784), Superintendent und Erster Pfarrer der Oberkirche, Naturwissenschaftler
- Carl Friedrich Ernst Aschenborn (1770–1827), preußischer Jurist
- William Cockerill, Junior (1784–1847), englischer Textilmaschinen- und Wollfabrikant
- Hermann von Pückler-Muskau (1785–1871), Standesherr, Landschaftsarchitekt, Schriftsteller und Reisender
- Heinrich Ludwig Bolze (1813–1888), Oberlehrer und Schriftsteller
- Ludwig Leichhardt (1813–1848), Entdecker und Australienforscher
- Paul Friedrich Bronisch (1830–1898), sorbischer Pfarrer, Archidiakon der Klosterkirche
- Gottlob Dittmar (1839–1891), Pädagoge und Autor
- Emil Oskar Schulz (1846–1927), Stadtrat und Brauereigutsbesitzer
- Paul Werner (1848–1927), Politiker, Oberbürgermeister von Cottbus
- Carl Thiem (1850–1917), Begründer der Unfallchirurgie in Deutschland
- Ewald Schulz (1850–1906), Stadtrat und Architekt
- Abraham Hammerschmidt (1858–1934), Rechtsanwalt und Notar, Stadtverordneter von Cottbus
- Ewald Müller (1862–1932), Heimatdichter und Heimatforscher, Lehrer an Cottbuser Schulen
- Georg Schlesinger (1870–1942), Kaufmann, Vorsteher der jüdischen Gemeinde von Cottbus
- Paul Busch (1889–1974), Maler
- Michael Bey (1876–1947), Politiker und Widerstandskämpfer, Bürgermeister von Ströbitz
- Gustav Schuft (1876–1948), Turner, zweifacher Sieger bei den Olympischen Spielen 1896 in Athen
- Bruno Ernst Buchrucker (1878–1966), Offizier, Anführer des Kapp-Putsches in Cottbus
- Wilhelm Bode (* 1886; † zwischen 1942 und 1945), Schlosser, Gewerkschafter und Widerstandskämpfer
- Josef Thomas (1895–1975), Politiker, Richter und Widerstandskämpfer
- Georg Dix (1897–1967), Politiker und Widerstandskämpfer
- Heinz Reinefarth (1903–1979), Jurist, SS-Gruppenführer, Kriegsverbrecher und Politiker
- Ernst-Rulo Welcker (1904–1971), Chirurg, Ärztlicher Direktor des Bezirkskrankenhauses, Abgeordneter des Brandenburgischen Landtags
- Gerhard Guder (1924–2013), Architekt und Stadtplaner
- Heinz Kluge (1924–2014), Politiker, Oberbürgermeister von Cottbus[1]
- Helmut Rippl (1925–2022), Garten- und Landschaftsarchitekt, Parkdenkmalpfleger, Pücklerforscher, Gärtner und Publizist
- Werner Walde (1926–2010), Politiker, 1. Sekretär der SED-Bezirksleitung Cottbus
- Walter Heinrich (1927–2008), Maler und Grafiker
- Dorothea Kleine (1928–2010), Schriftstellerin
- Günther Friedrich (1930–1986), Maler, Zeichner und Grafiker
- Josef Horntrich (1930–2017), Chirurg, Ärztlicher Direktor des Carl-Thiem-Klinikums
- Heinz Mamat (1930–2017), Bildhauer, bildender Künstler
- Gottfried Dominok (1932–2010), Knochenpathologe
- Lothar Graap (* 1933), Komponist und Kirchenmusiker
- Helmut Routschek (1934–2016), Schriftsteller
- Jurij Koch (* 1936), sorbischer Schriftsteller
- Hans-Dieter Grabe (* 1937), Dokumentarfilmer
- Christoph Schroth (1937–2022), Regisseur und Theaterleiter
- Joochen Laabs (* 1937), Schriftsteller
- Rainer Mersiowsky (1943–1997), Maler und Grafiker
- Eduard Geyer (* 1944), Fußball-National-Trainer DDR; dann mit Energie Cottbus in die Fußball-Bundesliga
- Achim Mentzel (1946–2016), Musiker und Fernsehmoderator
- Kristian Pech (* 1946), Schriftsteller
- Hans Scheuerecker (* 1951), Maler
- Rosemarie Ackermann (* 1952), Hochspringerin, erste Frau über 2 m
- Sigrun von Hasseln-Grindel (* 1952), Richterin, Rechtspädagogin
- Hans-Joachim Hartnick (* 1955), Straßenradsportler
- Franziska Steinhauer (* 1962), Schriftstellerin
- Walter Schönenbröcher (* 1964), Künstler und Filmemacher
- Claus-Dieter Wollitz (* 1965), Fußballtrainer
- Holger Kelch (* 1967), Politiker und Oberbürgermeister von Cottbus
- Marco Rudolph (* 1970), Boxer
- Tobias Schick (* 1980), Politiker und Oberbürgermeister von Cottbus
- Audio88 (* 1983), Rapper
- Alexander Knappe (* 1985), Musiker
- Philipp Boy (* 1987), Kunstturner
- Maximilian Levy (* 1987), Bahnradsportler